# Wregas Bhanuteja
Raphael Wregas Bhanuteja (ur. 20 października 1992 w Yogyakarcie lub Dżakarcie) – indonezyjski reżyser i scenarzysta. 

## Życiorys
Ukończył Wydział Filmowo-Telewizyjny (Fakultas Film dan Televisi) na uczelni Institut Kesenian Jakarta.
Jego film Prenjak (2016) zdobył nagrodę Leica Cine Discovery Prize dla filmu krótkometrażowego w ramach sekcji Semaine de la Critique na Festiwalu Filmowym w Cannes.